# Светско првенство у атлетици у дворани 2024 — 3.000 метара за мушкарце
Такмичење у трчању на 3.000 метара у мушкој конкуренцији на 19. Светском првенству у атлетици у дворани 2024. одржано је 2. марта у Комонвелт Арени у Глазгову.

## Земље учеснице
Учествовало је 12 атлетичара из 9 земаља.
| 1. Авганистан (1) 2. Белгија (1) 3. Етиопија (2) | 1. Италија (2) 2. Мароко (1) 3. САД (2) | 1. Уједињено Краљевство (1) 2. Џибути (1) 3. Шпанија (1) |

## Освајачи медаља
| Освајачи медаља      |             |                |  |  |  |  |
|                      |             |                |  |  |  |  |
|                      |             |                |  |  |  |  |
|                      |             |                |  |  |  |  |
| Џош Кер              | Јаред Нугус | Селемон Барега |  |  |  |  |
| Уједињено Краљевство | САД         | Етиопија       |  |  |  |  |

## Рекорди
Рекорди у трци на 3.000 метара за мушкарце пре почетка светског првенства 1. марта 2024. године:
| Рекорди пре почетка Светског првенства 2024. | Рекорди пре почетка Светског првенства 2024. | Рекорди пре почетка Светског првенства 2024. | Рекорди пре почетка Светског првенства 2024. | Рекорди пре почетка Светског првенства 2024. | Рекорди пре почетка Светског првенства 2024. |
| -------------------------------------------- | -------------------------------------------- | -------------------------------------------- | -------------------------------------------- | -------------------------------------------- | -------------------------------------------- |
| Светски рекорд                               | Ламеча Гирма                                 | Етиопија                                     | 7:23,81                                      | Лијевен, Француска                           | 15. фебруар 2023.                            |
| Рекорд светских првенстава                   | Хаиле Гебрселасије                           | Етиопија                                     | 7:34,71                                      | Париз, Француска                             | 9. март 1997.                                |
| Најбољи резултат сезоне                      | Селемон Барега                               | Етиопија                                     | 7:25,82                                      | Торуњ, Пољска                                | 6. фебруар 2024.                             |
| Афрички рекорд                               | Ламеча Гирма                                 | Етиопија                                     | 7:23,81                                      | Лијевен, Француска                           | 15. фебруар 2023.                            |
| Азијски рекорд                               | Бирхану Балев                                | Бахреин                                      | 7:31,77                                      | Лијевен, Француска                           | 17. фебруар 2022.                            |
| Северноамерички рекорд                       | Јаред Нугус                                  | САД                                          | 7:28,23                                      | Бостон, САД                                  | 27. јануар 2023.                             |
| Јужноамерички рекорд                         | Хасинто Наварете                             | Колумбија                                    | 7:49,46                                      | Севиља, Шпанија                              | 10. март 1991.                               |
| Европски рекорд                              | Мохамед Катир                                | Шпанија                                      | 7:24,68                                      | Лијевен, Француска                           | 15. фебруар 2023.                            |
| Океанијски рекорд                            | Крег Мотрам                                  | Аустралија                                   | 7:34,50                                      | Бостон, САД                                  | 26. јануар 2008.                             |

### Најбољи резултати у 2024. години
Десет најбољих атлетичара године на 3.000 метара у дворани пре почетка првенства (1. марта 2024), имали су следећи пласман.
| 1.  | Селемон Барега | Етиопија             | 7:25,82 | 6. фебруар  |
| 2.  | Гетне Вел      | Етиопија             | 7:26,73 | 6. фебруар  |
| 3.  | Ламеча Гирма   | Етиопија             | 7:29,09 | 4. фебруар  |
| 4.  | Џош Кер        | Уједињено Краљевство | 7:30,14 | 11. фебруар |
| 5.  | Грант Фишер    | САД                  | 7:30,88 | 11. фебруар |
| 6.  | Биниам Мехари  | Етиопија             | 7:33,04 | 10. фебруар |
| 7.  | Самуел Тефера  | Етиопија             | 7:33,80 | 27. јануар  |
| 8.  | Џорди Бимиш    | Нови Зеланд          | 7:34,88 | 11. фебруар |
| 9.  | Cole Hocker    | САД                  | 7:35,35 | 11. фебруар |
| 10. | Паркер Вулф    | САД                  | 7:37,41 | 3. фебруар  |

Такмичари чија су имена подебљана учествовали су на СП 2024.

## Квалификационе норме
| дворана | отворено                   |
| 7:50,00 | 7:40,00 13:10,00 (5.000 м) |

## Сатница
| Датум         | Време | Коло   |
| ------------- | ----- | ------ |
| 2. март 2024. | 20:40 | Финале |

## Резултати

### Финале
Такмичење је одржано 2. марта 2024. године у 20:40.,,
| Поз. | Атлетичар           | Земља                | ЛР      | ЛРС     | Резултат | Белешка |
| ---- | ------------------- | -------------------- | ------- | ------- | -------- | ------- |
|      | Џош Кер             | Уједињено Краљевство | 7:30,14 | 7:30,14 | 7:42,98  |         |
|      | Јаред Нугус         | САД                  | 7:28,23 | 7:55,76 | 7:43,59  | ЛРС     |
|      | Селемон Барега      | Етиопија             | 7:25,82 | 7:25,82 | 7:43,64  |         |
| 4.   | Гетне Вел           | Етиопија             | 7:24,98 | 7:26,73 | 7:44,77  |         |
| 5.   | Олин Хакер          | САД                  | 7:43,94 | 7:56,22 | 7:45,40  | ЛРС     |
| 6.   | Адел Мечал          | Шпанија              | 7:30,82 | 7:43,60 | 7:45,67  |         |
| 7.   | Пјетро Аресе        | Италија              | 7:38,42 | 7:38,42 | 7:41,63  |         |
| 8.   | Џон Хејманс         | Белгија              | 7:41,59 | 7:41,59 | 7:48,18  |         |
| 9.   | Мохамед Исмаил      | Џибути               |         |         | 7:50,05  | ЛР      |
| 10.  | Хичам Аканкам       | Мароко               | 7:44,61 | 7:45,80 | 7:55,04  |         |
| 11.  | Федерико Рива       | Италија              | 7:57,89 | 7:57,89 | 8:02,66  |         |
| 12.  | Мохамед Карим Јакут | Авганистан           | 9:30,15 |         | 9:37,10  | ЛРС     |

Подебљани лични рекорди су и национални рекорди земље коју такмичар представља

#### Пролазна времена
| Дистанца | Време   | Атлетичар      | Држава   |
| -------- | ------- | -------------- | -------- |
| 500 м    | 1:22,32 | Јаред Нугус    | САД      |
| 1.000 м  | 2:39,15 | Селемон Барега | Етиопија |
| 1.500 м  | 3:58,05 | Гетне Вел      | Етиопија |
| 2.000 м  | 5:17,74 | Гетне Вел      | Етиопија |
| 2.500 м  | 6:35,26 | Гетне Вел      | Етиопија |